# دوجمله‌ای

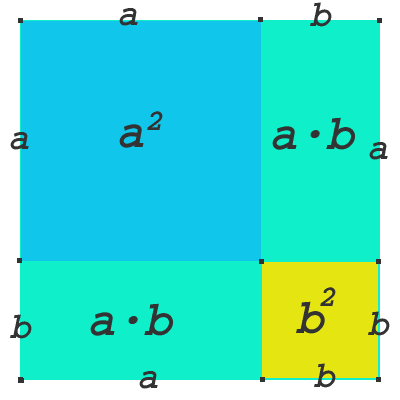
شرح نمودار دو جمله ای

در جبر مقدماتی، یک Binom یک چندجمله‌ای با دو جمله -مجموع دو تک‌جمله‌ای - است که معمولاً هنگام اعمال شدن، با پرانتز یا براکت بسته می‌شود. پس از تک‌جمله‌ای، دوجمله‌ای ساده‌ترین نوع از چندجمله‌ایهاست.

## عملیات‌های دوجمله‌ای‌های ساده
- دوجمله‌ای {\displaystyle a^{2}-b^{2}\!} را می‌توان به صورت ضرب دو دوجمله‌ای دیگر به صورت روبه‌رو نوشت:

{\displaystyle a^{2}-b^{2}=(a+b)(a-b)\!}
این هم حالتی خاص از فرمولی کلی‌تر است:
{\displaystyle a^{n+1}-b^{n+1}=(a-b)\sum _{k=0}^{n}a^{k}\,b^{n-k}\!}